# Chrysotypus animula
Chrysotypus animula är en fjärilsart som beskrevs av Pierre E.L. Viette 1957. Chrysotypus animula ingår i släktet Chrysotypus och familjen Thyrididae. Inga underarter finns listade i Catalogue of Life.